# 水浴のスザンナ (ティントレット、ルーヴル美術館)
『水浴のスザンナ』（すいよくのスザンナ、仏: Suzanne au bain、英: Susanna in the Bath）は、イタリア・ルネサンスのヴェネツィア派の巨匠ティントレットが1555年にキャンバス上に油彩で制作した絵画である。『旧約聖書』の「ダニエル書」にあるスザンナの水浴の物語を主題としており、ティントレットが同主題で描いた何点かの絵画のうちの1点である。作品は本来、イングランド王チャールズ1世のコレクションにあったが、1684年にルイ14世に取得され、フランスの王室コレクションの所有となった。現在、パリのルーヴル美術館に所蔵されている。

## 作品
「ダニエル書」の記述によれば、ある暑い日、ヨアキムの妻スザンナは自宅にあった泉の1つで水浴をしていた。その時、2人の裁判官の老人が隠れた場所から彼女の姿を覗いていたが、彼女は気づかなかった。老人たちはしばらく前から彼女に対して欲望を抱いており、この時、彼女を凌辱しようとした。スザンナが彼らを拒むと、後に彼らは自分たちの裁判官という地位を利用し、彼女を不倫の咎で責めた。しかし、ダニエルが彼女の無実を証明し、彼らは死刑を宣告された。
15世紀以来、『聖書』に記述されているスザンナの水浴の物語は、アルプスの南北両側で最も人気のある主題のうちに数えられる。宗教画として、長い間タブーであった裸婦像を描く口実となったからである。ティントレットはミケランジェロの人物像を研究したが、この作品のスザンナの裸体もプロポーションや捻ったポーズにおいてミケランジェロ的なマニエリスムの傾向を持っている。
本来、スザンナの主題は、純潔による魂の救済を象徴するものであった。しかし、ティントレットの本作の彼女は恥じらいも見せない、美しくも淫らな女性として提示されており、薄暗い森の中から浮かび上がる彼女の身体は光り輝いている。ゆったりとした赤と緑の衣服を身に着けた2人の侍女が髪や足の手入れをしてくれる間、スザンナは鑑賞者を挑発するかのように見ている。彼女は、2人の老人男性が彼女を凌辱しようと後方から近づいてくるのに気づいていない。ティントレットは、画面右奥に向かって対角線上に伸びる小径や光と色彩の扱いによって、これからスザンナに起きる物語を暗示している。

## ギャラリー

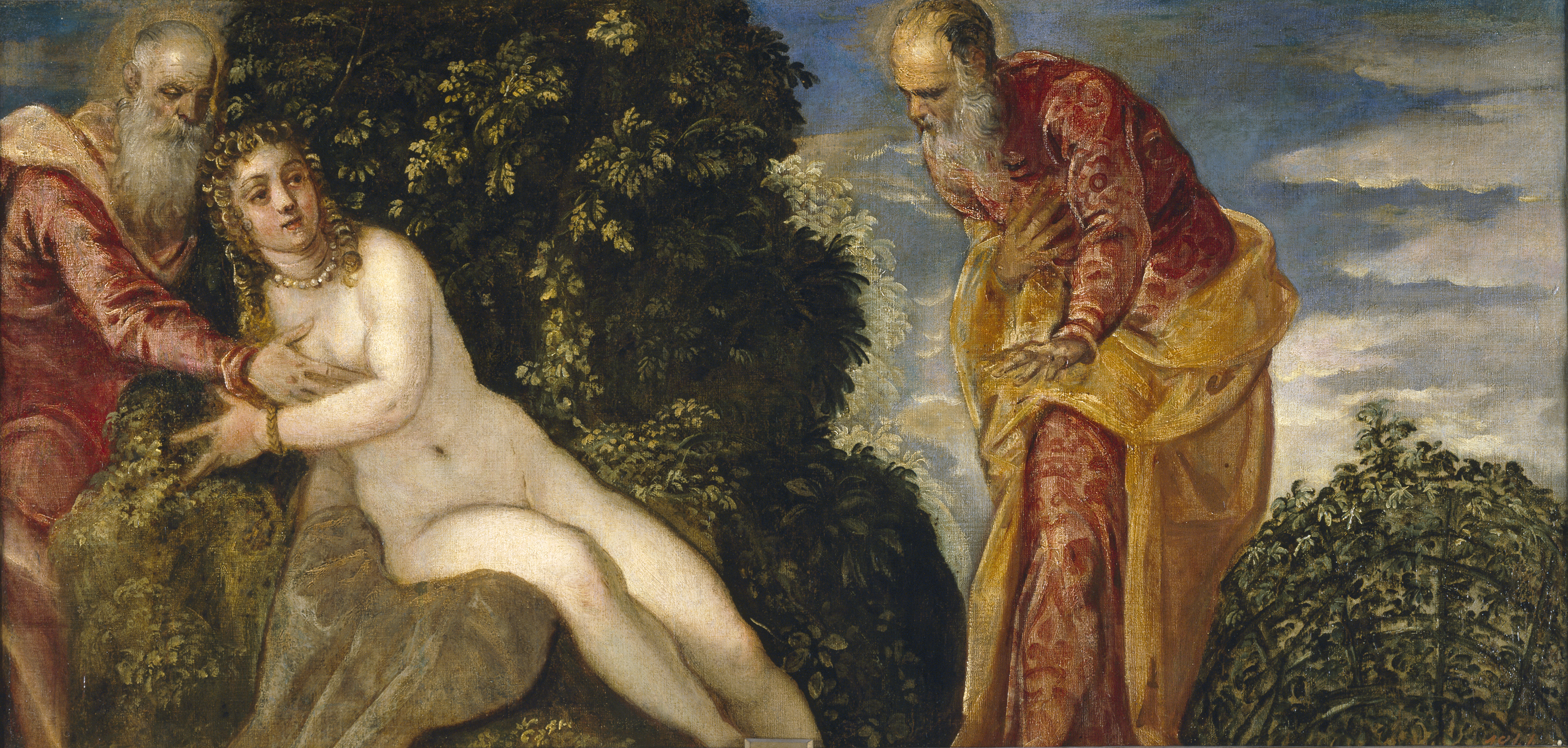
『スザンナと長老たち』 (1552年-1555年ごろ)、プラド美術館
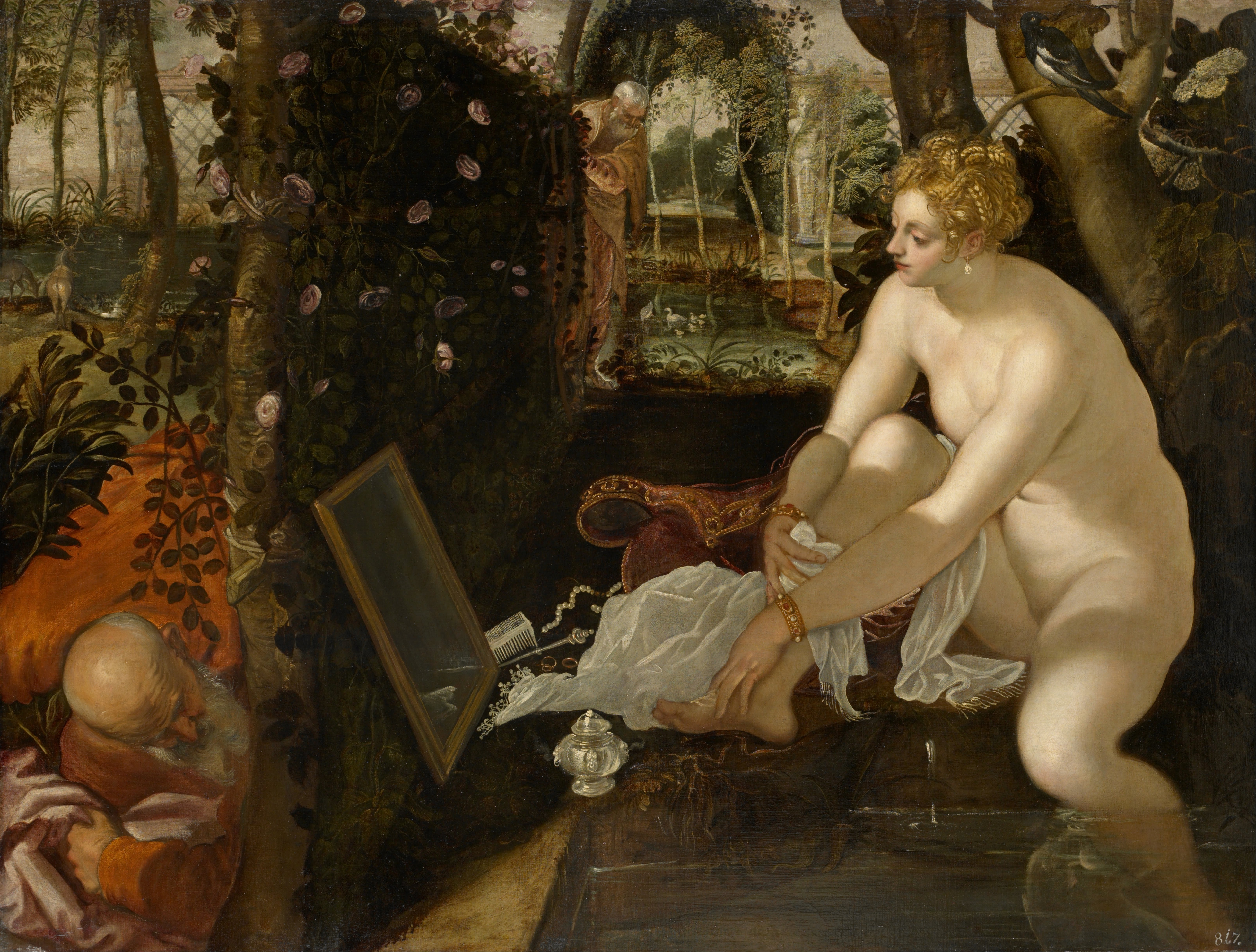
『スザンナと長老たち』 (1555-1556年)、美術史美術館
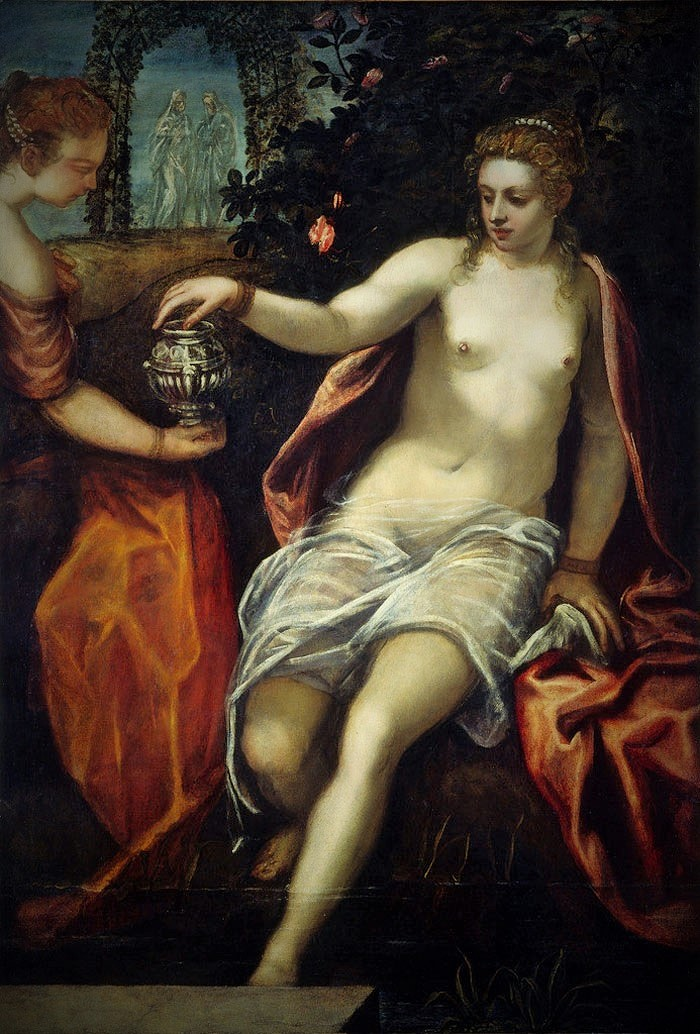
『スザンナ』 (1580年ごろ)、ワシントン・ナショナル・ギャラリー